# Sint-Lambertuskerk (Drunen)
De Sint-Lambertuskerk is een kerkgebouw in Drunen in de gemeente Heusden in de Nederlandse provincie Noord-Brabant. Ongeveer 500 meter naar het zuidoosten staat de protestantse kerk De Open Hof. Ongeveer 200 meter naar het noorden ligt de oude begraafplaats. De kerk staat zelf aan het Raadhuisplein en de Grotestraat en is een gemeentelijk monument.
De kerk is gewijd aan Sint-Lambertus.

## Geschiedenis
Omstreeks 1233 werd de eerste houten kerk in Drunen gebouwd. 
Rond 1450 werd er een nieuwe kerk gebouwd.
In 1648 ging het kerkgebouw over aan de hervormden. De katholieken moesten vanaf toen een schuurkerk gebruiken.
In 1818 kwam de kerk uit 1450 weer in het bezit van de katholieken, maar bevond zich toen in en vervallen staat.
In 1870 werd er aan de Grotestraat een perceel gekocht waarop in 1874 de nieuwe kerk gereed kwam op ongeveer 200 meter ten zuiden van de oude kerk. Het ontwerp van deze neogotische kerk was van de hand van architect Hendrik Jacobus van Tulder uit Tilburg. De oude kerk aan de Schoolstraat werd afgebroken en de grond die daarmee vrij kwam werd bij het oude kerkhof getrokken.
Tijdens de Tweede Wereldoorlog werd de kerktoren van de kerk gebruikt als uitkijkpost van de Duitsers en de kerk was die tijd buiten gebruik. Op 4 november 1944 werd de kerktoren onder vuur genomen door Engelse kanonnen waardoor de kerktoren, kerk, pastorie en klooster van de zusters in puin werd gelegd. De Duitsers bliezen de aftocht en bliezen de kerktoren op en de pastorie en het klooster werden in brand gestoken. Na de bevrijding werd er aan de Stationsstraat een noodkerk ingericht.
Op 16 augustus 1954 werd de nieuwe kerk geconsacreerd en het kerkgebouw was gebouwd naar het ontwerp van architect Hendrik Christiaan van de Leur.
In 1964 werd in het noorden van Drunen een nieuwe parochie opgericht, de Jozefparochie, en kerkte men hier in een noodkerk. Door het teruggelopen kerkbezoek fuseerden de twee weer in 1982 en werd de Sint-Jozefkerk in 1990 afgebroken.

## Opbouw
Het niet-georiënteerde bakstenen kerkgebouw uit 1954 is zuid-noord gebouwd en bestaat uit een zuidwerk met middentoren, een driebeukig schip in pseudobasilicale opstand en een noordwaarts gericht koor met een halfronde apsis. Het schip en het koor hebben samen zes traveeën onder een samengesteld zadeldak, de zijbeuken worden gedekt door eigen lessenaarsdaken. De kerktoren is gebouwd op een rechthoekig plattegrond en is een zadeldaktoren en ook de flankerende delen in het zuidwerk worden gedekt door een zadeldak.